# Representació de la Comissió Europea a Catalunya i les Illes Balears
La Representació de la Comissió Europea a Catalunya i les Illes Balears és la cara visible i el punt de contacte directe de la Comissió Europea amb els ciutadans, les institucions i els representants de la societat civil a Catalunya i les Illes Balears. Creada el 1991, té la seu al Passeig de Gràcia de Barcelona i el seu director és, des de l'1 de gener de 2013, Ferran Tarradellas.
La Comissió Europea és present a tots els Estats membres a través d'una xarxa d'oficines, anomenades representacions, que tenen l'objectiu d'informar sobre l'activitat de la Comissió i apropar als ciutadans les polítiques de la Unió Europea. També s'encarreguen de copsar la realitat social i els estats d'opinió a peu de carrer i traslladar aquesta informació a les institucions europees a Brussel·les perquè les seves polítiques responguin millor a les necessitats dels ciutadans. A Catalunya i a les Illes Balears, aquesta tasca la duu a terme la Representació de la Comissió Europea a Barcelona.

## Història
Les bones relacions entre Jordi Pujol i el llavors president de la Comissió Europea Jacques Delors i el context d'una Barcelona pre-olímpica van afavorir unes negociacions per intentar que la Comissió decidís obrir una seu de la Representació de la Comissió Europea a la capital catalana. En aquestes negociacions van participar els eurodiputats catalans del moment i personalitats com Jordi Pujol, Pasqual Maragall, i el llavors president del Parlament de Catalunya Joaquim Xicoy. Finalment la Comissió Europea va acceptar i la representació va obrir les portes el 18 d'abril de 1991. Des dels seus inicis el català va ser la llengua de treball interna i de gran part de les comunicacions públiques de la institució. El 2011 va celebrar el seu 20è aniversari amb diversos actes commemoratius. En aquell moment hi treballaven 11 persones.

## Objectius
L'objectiu d'aquesta Representació és ser "la veu i l'oïda" de la Comissió Europea a Catalunya i les Illes Balears. És a dir que, a més d'explicar les actuacions i decisions de la Comissió -principalment aquelles que afecten Catalunya i les Balears-, dedica una atenció especial a la funció d'escoltar, de conèixer quina és la realitat del territori i les opinions, inquietuds, necessitats i aspiracions dels seus habitants. L'oficina depèn formalment de la Representació de la Comissió Europea a Espanya, que es troba a Madrid.
Per tal de fer-ho possible, la Representació exerceix la seva activitat en tres àmbits: l'atenció i informació als ciutadans i la relació amb els mitjans de comunicació i amb les institucions. Aquesta activitat es concreta en:
- Publicacions en català. Des de la Representació s'editen publicacions i altres materials informatius sobre la UE en català. També es difonen en aquesta llengua comunicats i notes de premsa.
- Organització d'activitats. La seu de la Representació de la Comissió Europea -i de l'Oficina del Parlament Europeu a Barcelona- disposa d'una sala d'actes, l'Aula Europa, on s'hi celebren periòdicament conferències, presentacions i d'altres actes adreçats tant al públic en general, com a audiències especialitzades.
- Informació i atenció al ciutadà. La Representació de la Comissió Europea a Barcelona coordina una xarxa de punts d'informació que ofereix atenció directa al ciutadà a les principals ciutats de Catalunya i Balears.
- Relació amb periodistes i mitjans de comunicació. La Representació manté un contacte permanent amb els mitjans de comunicació de Catalunya i les Illes Balears, organitza rodes de premsa i difon notes i comunicats sobre els principals temes d'actualitat de la Unió. També es posen a disposició dels periodistes recursos i materials, com ara l'Agenda Europea, amb les principals previsions de la setmana. Així mateix, la Representació organitza jornades de formació a Brussel·les perquè els periodistes catalans i de les Illes hi coneguin de primera mà la realitat de les institucions europees.[2]

## Directors
- Miquel Argimon Ferrando (1991-1998)[4]
- Josep Coll i Carbó (1998-2005)[5]
- Manuel Camós (2005-2012)[6]
- Ferran Tarradellas (des del 2013)